# 华南理工大学物理与光电学院

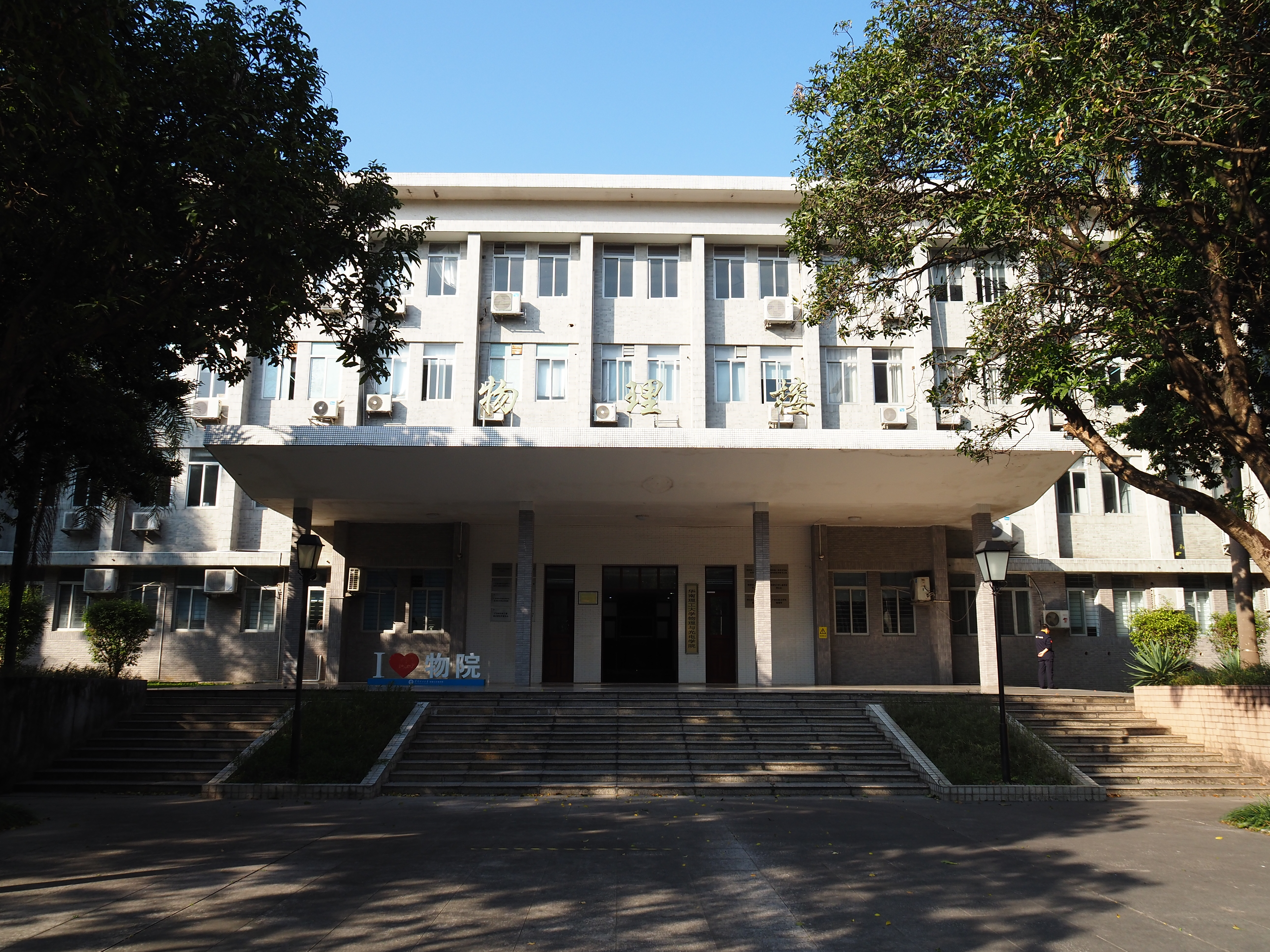
华南理工大学物理楼

华南理工大学物理与光电学院（简称：华工物理学院）是华南理工大学下属的理工科学院，成立于2014年。

## 历史沿革
1952年院系调整后，原中山大学物理系合并岭南大学物理系、华南联合大学物理系、湖南大学物理系等迁往原岭南大学校址，仅部分师资留守五山原国立中山大学校园以成立大学物理教研室，服务以工科为单一学科的新设华南工学院。:27教研室有4位教授、2位副教授。
1958年大跃进时期，中共中央发出号召希望在卫星、火箭、原子能等尖端科技取得突破，首任华南工学院党委书记张进提出探索工科大学理工结合、开设理科科系的尝试。因此工程物理系成立，下设固体物理（磁学）、原子能和半导体材料与器件三个方向的本科专业，但原子能和固体物理方向在1960年停办。:76
1962年，由于中苏交恶，各大学学院开始去苏式教育体系化。物理系、数学系和力学系合并为数理力学系（6系），仅招收应用数学和半导体材料与器件两个方向的本科。1969年，学校再度定位于物理教学服务工科教育，数理力学系调整为基础部，包含数学、物理、英语、工程制图，而半导体专业改隶无线电与自动控制系。
1970年，华南工学院拆分为广东工学院（1977年复名华南工学院）和广东化工学院。基础部和半导体相关科系所在的无线电系属广东工学院。
1978年文化大革命结束，同年7月，被拆分的华南工学院和广东化工学院重新合并，学校开始筹备成立包括物理系在内的理科系。:1791979年，应用物理系成立，设立应用物理学本科专业，重设半导体物理与器件专业。
1981年，学院开始招收硕士研究生，增设微电子学与固体电子学硕士学位。此后的十年内，陆续增设光学硕士、声学硕士、凝聚态物理硕士和材料物理与化学硕士学位。
1986年，增设光电信息与应用本科专业；后在2001年，更名为光信息科学与技术专业。
1991年，半导体物理与器件专业改称微电子技术。
2002年，与应用数学系和化工学院下的应用化学系组建理学院，成为理学院下的应用物理系。2004年，理学院撤销，应用物理系升格为物理科学与技术学院。
2005年，首批两个博士专业开始招生，分别是微电子与固体电子学（二级）和电子科学与技术（一级）。2007年，设立电子科学与技术博士后流动站。
2008年，学校调整方针，注重发展工学学科，因而再度将数学、物理学院合并为理学院，原物理学院成为理学院下设的物理系。同年，调出微电子相关的师资往电子与信息学院。
2010年，增设无线电物理硕士专业，但在6年后撤销。
2013年，原光信息科学与技术专业更名为光电信息科学与工程，同时成立光电信息科学与工程系。
2014年，新校长王迎军改革，决定做强理学学科，将理学院拆散，成立现在的物理与光电学院。次年，曾拥有、现属于电子与信息学院的微电子相关学科改为两学院共建。
2016年，增设理论物理硕士专业。2018年，增设物理学博士（一级）学位点。

## 行政与架构

### 机构设置[7]
| - 本科教研系 - 应用物理系 - 光电信息科学与工程系 - 实验平台 - 电工实验室 - 公共实验教学中心 | - 行政部门 - 学院办公室 - 学生工作办公室 - 学生组织 - 研究生会 - 团委学生会 |

### 现任领导
截至2022年11月，学院的领导组成为：
- 党委书记：张淑娟
- 院长：张勤远
- 副院长：李志远、文德华、梅军
- 党委副书记、纪委书记：曾嘉华

## 学术科研

### 学科设置
截至2020年2月，本学院共有如下的博士后流动站、研究生学位授权点和本科专业：
- 博士后流动站：物理学、物理电子学（与电子与信息学院共建）
- 研究生硕士、博士学位授权点：
  - 一级学科：物理学、物理电子学
    - 二级学科：理论物理、凝聚态物理、光学、声学
- 本科专业：应用物理、光信息科学与技术

其中，物理学学科在2011年进入基本数据指标库（ESI）全球排名前1%，2018年被评为广州市重点学科，2019年首次进入QS世界大学学科排名榜，排名在401-450；本科应用物理和光信息科学与技术专业为国家级一流本科专业建设点。

### 科研平台
截至2020年2月，本学院共有4个研究所、4个省部级科研平台、2个省级教学示范中心及6个教研团队。

| - 研究所 - 声学研究所 - 凝聚态物理研究所 - 计算物理研究所 - 高压物理研究所 - 省部级科研平台 - 广东省光电工程技术研究开发中心 - 广东高校半导体照明工程技术研究中心 - 广东省第三代半导体材料与器件工程实验室 - 广州市宽禁带半导体芯片及应用系统重点实验室 - 教学示范中心 - 广东省物理实验教学 - 广东省电子工艺实验教学 | - 团队 - 计算物理组 - 声学组 - 高压物理组 - 激光诱导击穿光谱和太阳能组 - 凝聚态组 - 量子光学组 |